# Soneto 35
| «» Soneto 35 |
| --- |
| No more be grieved at that which thou hast done: Roses have thorns, and silver fountains mud: Clouds and eclipses stain both moon and sun, And loathsome canker lives in sweetest bud. All men make faults, and even I in this, Authorizing thy trespass with compare, Myself corrupting, salving thy amiss, Excusing thy sins more than thy sins are; For to thy sensual fault I bring in sense, Thy adverse party is thy advocate, And 'gainst myself a lawful plea commence: Such civil war is in my love and hate, That I an accessory needs must be, To that sweet thief which sourly robs from me. |
| –William Shakespeare |

Soneto 35 foi escrito por William Shakespeare e faz parte dos seus 154 sonetos. Faz parte da seqüência de sonetos cuja crítica considera ser endereçada a um jovem do sexo masculino, e também é relacionado do Soneto 33 ao Soneto 42, em que o eu-lírico explica sobre um pecado cometido contra ele pelo jovem que o poeta se esforça em perdoar.

## Traduções
Na tradução de Arnaldo Poesia,
Não chores mais o erro cometido;
Na fonte, há lodo; a rosa tem espinho;
O sol no eclipse é sol obscurecido;
Na flor também o inseto faz seu ninho;
Erram todos, eu mesmo errei já tanto,
Que te sobram razões de compensar
Com essas faltas minhas tudo quanto
Não terás tu somente a resgatar;
Os sentidos traíram-te, e meu senso
De parte adversa é mais teu defensor,
Se contra mim te recuso, e me convenço
Na batalha do ódio com o amor:
Vítima e cúmplice do criminoso,
Dou-me ao ladrão amado e amoroso.
Na tradução de Thereza Christina Rocque da Motta,
Não te entristeças mais pelo que fizeste:
As rosas têm espinhos, e a prata jaz sob a lama;
As nuvens e os eclipses encobrem o sol e a lua,
E o terrível negrume vive no doce botão.
Todo homem erra, e mesmo eu aqui,
Permitindo que ouses comparar,
Minha corrupção, salvando tua omissão,
Desculpando em excesso os teus erros;
Pois teu pecado sensual eu considero –
Teu adversário é teu advogado –
E contra mim instaura-se um pleito;
Há uma guerra civil entre o amor e o ódio
Em que me torno cúmplice
Do ladrão, que, malicioso, rouba a mim.